# Oldham (Dacota do Sul)
Oldham é uma cidade localizada no estado norte-americano de Dacota do Sul, no Condado de Kingsbury.

## Demografia
Segundo o censo norte-americano de 2000, a sua população era de 206 habitantes.
Em 2006, foi estimada uma população de 185, um decréscimo de 21 (-10.2%).

## Geografia
De acordo com o United States Census Bureau tem uma área de
0,6 km², dos quais 0,6 km² cobertos por terra e 0,0 km² cobertos por água. Oldham localiza-se a aproximadamente 525 m acima do nível do mar.

## Localidades na vizinhança
O diagrama seguinte representa as localidades num raio de 24 km ao redor de Oldham.